# التدخل المصري في حرب القرم
بدأت إيالة مصر تدخلًا عسكريًا في شبه جزيرة القرم بناءً على طلب السلطان العثماني عبد المجيد الأول بعد أن عبرت الجيوش الروسية نهر بروت في عام 1853، واحتلت ولايتي الأفلاق (والاشيا) ومولدافيا (رومانيا حاليًا)، وفشلت الجهود السلمية في حل مشكلة الموقف المتدهور.

## خلفية
لما بدأت في الأفق تلوح نذر اضمحلال الدولة العثمانية (المسألة الشرقية) في القرن 12هـ / 18م، وتظهر على ملامحها وقسمات وجهها آيات الضعف والوهن؛ تطلعت روسيا إلى التوسع على حساب العثمانيين، وإقامة وجود عسكري بحري لها على الساحل الشمالي للبحر الأسود، ثم بسط نفوذها وسيطرتها العسكرية على منطقة المضايق، وتمكين سفنها من عبور البوسفور والدردنيل وقت السلم والحرب، دون أية شروط إلى البحار الدافئة.
ولتحقيق هذه الأهداف اشتبكت روسيا في سلسلة من الحروب المتصلة ضد الدولة العثمانية، إما بمفردها وإما بالتحالف مع دول معادية للعثمانيين؛ بقصد إنهاكها، ومنعها من أن تجدد قوتها أو تلتقط أنفاسها اللاهثة؛ حتى تسقط فاقدة الوعي والإدراك، مستنفدة الجهد والموارد، فيسهل اقتسام جسدها المنهك بين الدول المتصارعة لالتهامها.

### معاهدة كوجوك قينارجة
دخلت الدولة العثمانية في حرب طاحنة دامت ست سنوات مع روسيا (1181 - 1187 هـ / 1768 - 1774م)، مُنيت فيها الدولة العثمانية بهزائم أليمة، أجبرتها على عقد معاهدة مخزية في (13 من جمادى الأولى 1188هـ / 21 من يوليو 1774م)، وهي المعروفة باسم معاهدة كوجوك قينارجة وتحققت فيها آمال الروس بأن تحوّل البحر الأسود من بحرية عثمانية خالصة إلى بحيرة عثمانية روسية، وأصبحت الملاحة الروسية تتمتع بحُرّية التنقل في البحر الأسود دون قيد أو شرط. وتضمنت المعاهدة أن تدفع الدولة العثمانية غرامة لروسيا قدرها 15000 كيس من الذهب، وأن يحصل الروس على حق رعاية السكان الأرثوذكس في البلاد العثمانية، وكان من شأن هذا البند أن تتدخل روسيا في شئون الدولة العثمانية بصورة مستمرة.

### لقاء قيصر روسيا والسفير الإنجليزي
لم تكتف روسيا بما حصلت عليه من مكاسب من الدولة العثمانية، وإنما امتد بصرها إلى تمزيق الدولة، وتوزيع ممتلكاتها، وارتفع صوتها بشن حروب صليبية عليها، وكان ساستها يتعجبون من عدم مشاركة الدول الأوروبية لروسيا في حربها الصليبية ضد العثمانيين. وتكشف المحادثة التي دارت بين نيكولاي الأول قيصر روسيا، والسير هاملتون سيمور سفير المملكة المتحدة في القسطنطينية عن سياسة روسيا التوسعية.
وقد وصف القيصر الدولة العثمانية بأنها بلد آخذ في الانهيار، وأنها "رجل مريض" للغاية قد يموت فجأة، ومن الضروري أن يُتّفق على كيفية التصرف في أراضيه قبل وقوعه صريعا، وأشار إلى تسوية الأمر بين إنجلترا وروسيا دون قيام حرب بينهما، وأوضح بصراحة رغبته في استقلال دول البلقان تحت حماية روسيا، وفي الاستيلاء على العاصمة العثمانية، وفي مقابل ذلك تستولي بريطانيا على مصر، لكن هذا المشروع لم يلق نجاحًا أو يجد تجاوبًا من بريطانيا التي كانت ترفض وصول روسيا إلى المضايق.

### شرارة الحرب
دأبت الدولة العثمانية على حفظ التوازن بين الروم الكاثوليك والأرثوذكس في أحقية كل منهما في إدارة أماكن الحج في القدس، ولا سيما كنيسة المهد في بيت لحم، وكان النزاع بينهما بسيطًا، لكنه اكتسب أهميته من تعضيد قيصر روسيا للمطالب الأرثوذكسية، في حين أن نابليون الثالث ملك فرنسا كان يؤيد مطالب الكنيسة الكاثوليكية فيما يتعلق بالأماكن المقدسة، وكانت فرنسا تُعد نفسها حامية للمسيحيين في الشرق منذ زمن الحروب الصليبية، وانتهى هذا النزاع بأن أصدر السلطان عبد المجيد فرمانًا لصالح الكنيسة الكاثوليكية سنة (1268هـ / 1852م).
وقد أثار هذا القرار حنق القيصر الشديد، فأمر بتعبئة جيش روسي وإنفاذه إلى نهر بروت، وفي الوقت نفسه أوفد بعثة متغطرسة إلى إستانبول برئاسة الأمير ألكسندر منشكوف، لا لتطلب ترضية عاجلة فيما يتعلق بالأماكن المقدسة، بل تطالب بعقد معاهدة بين الدولتين، تفوق في إجحافها بحقوق الدولة العثمانية كل المعاهدات السابقة مع روسيا؛ حيث تضمن للقيصر حق حماية جميع الرعايا الأرثوذكس الذين يعيشون تحت كنف الدولة العثمانية، فرفض السلطان هذه المطالب.

## الجيش المصري في القرم
عبرت الجيوش الروسية نهر بروت في (شوال 1269هـ / 1853م)، واحتلت ولايتي ولاشيا، ومولدافيا (رومانيا حاليًا) وفشلت الجهود السلمية في حل الموقف المتداعي؛ فأرسل السلطان عبد الحميد خان الأول يطلب نجدة من مصر، فامتثل عباس حلمي الأول والي مصر وأمر بتجهيز أسطول من اثنتي عشرة سفينة، مزودة بنحو 6850 جنديًا بحريًا و642 مدفعًا تحت قيادة حسن باشا الإسكندراني أمير البحر المصري، بالإضافة إلى جيش بري بقيادة سليم فتحي باشا، يضم نحو 20 ألف جندي، و72 مدفعا، مزودين بالآلات والسلاح.

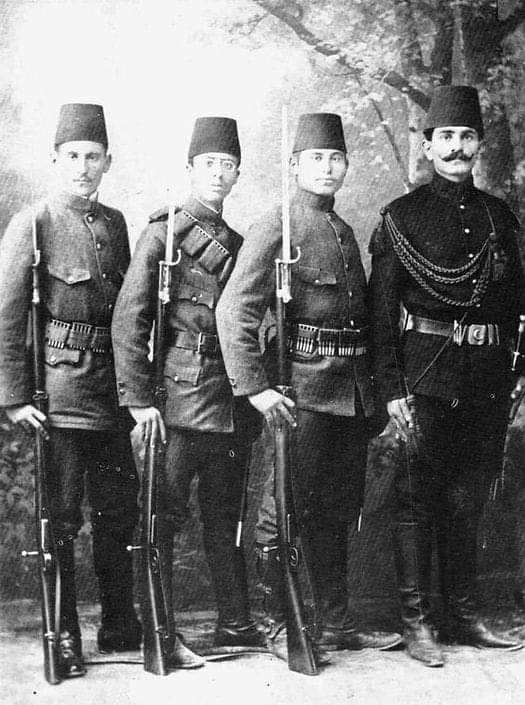
جنود مصريون في القرم، 1855.

وقد سجل المؤرخ المصري الأمير عمر طوسون أخبار هذه النجدة مفصلة تمامًا في كتابه القيم: "الجيش المصري في الحرب الروسية المعروفة بحرب القرم".

### مأساة سينوب
أعلنت الدولة العثمانية الحرب على روسيا في (1 من المحرم 1270هـ / 4 من أكتوبر 1853م)، وأرسلت قسمًا من أسطولها البحري إلى ميناء سينوب على البحر الأسود، وكان يتألف من ثلاث عشرة قطعة بحَرية بقيادة عثمان باشا إلى جانب قطعتي دمياط وبراوز بحري المصريتين، ثم وصل إلى الميناء بعض القطع البحرية الروسية في (18 من المحرم 1270هـ / 21 من أكتوبر 1853م) بقيادة بافل ناخيموف قائد الأسطول الروسي، لتكشف مواقع الأسطول العثماني، وتعرف مدى قوته، وظلت رابضة خارج الميناء، محاصرة للسفن العثمانية، وأرسل ناخيموف إلى دولته لإمداده بمزيد من القطع البحرية، فلما حضرت جعل أربعًا من سفنه الحربية خارج الميناء؛ لتقطع خط الرجعة على السفن العثمانية إذا هي حاولت الهرب.
ولما توقع عثمان باشا غدر الأسطول الروسي، أمر قواده وجنوده بالاستعداد والصبر عند القتال، على الرغم من تعهُّد نيكولاي الأول قيصر روسيا ووعده بعدم ضرب القوات العثمانية إلا إذا بدأت هي بالقتال، لكن القيصر حنث في وعده؛ إذ أطلقت السفن الروسية النيران على القطع البحرية العثمانية والمصرية التي كانت قليلة العدد وضئيلة الحجم إذا ما قورنت بالسفن الروسية، وذلك في (28 من صفر 1270هـ / 30 من نوفمبر 1853م)، وأسفرت المعركة عن تدمير سفن الدولة العثمانية ومصر، واستشهاد أكثر بحارتها.
وبدأت الفرقاطة المصرية دمياط، التي كان على متنها 56 مدفعًا وعلى متنها 500 بحار مصري، بإطلاق النار على السفن الروسية وسط تكبير البحارة المصريين. وكانت الفرقاطة المصرية دمياط رابع أكبر سفينة على الجانب العثماني، لذلك رصدتها السفن الروسية.
وبينما كانت المعركة جارية وخارج خليج سينوب، كانت الفرقاطة المصرية الثانية براوز بحري، قبطانها الصاغقول أغاسي صالح قبدان، قادمة من القسطنطينية إلى خليج سينوب، ولم يعلم طاقمها أن هناك كانت المعركة تجري في المقام الأول. رصدت باخرة روسية ضخمة تدعى فلاديمير الباخرة المصرية براوز بحري.

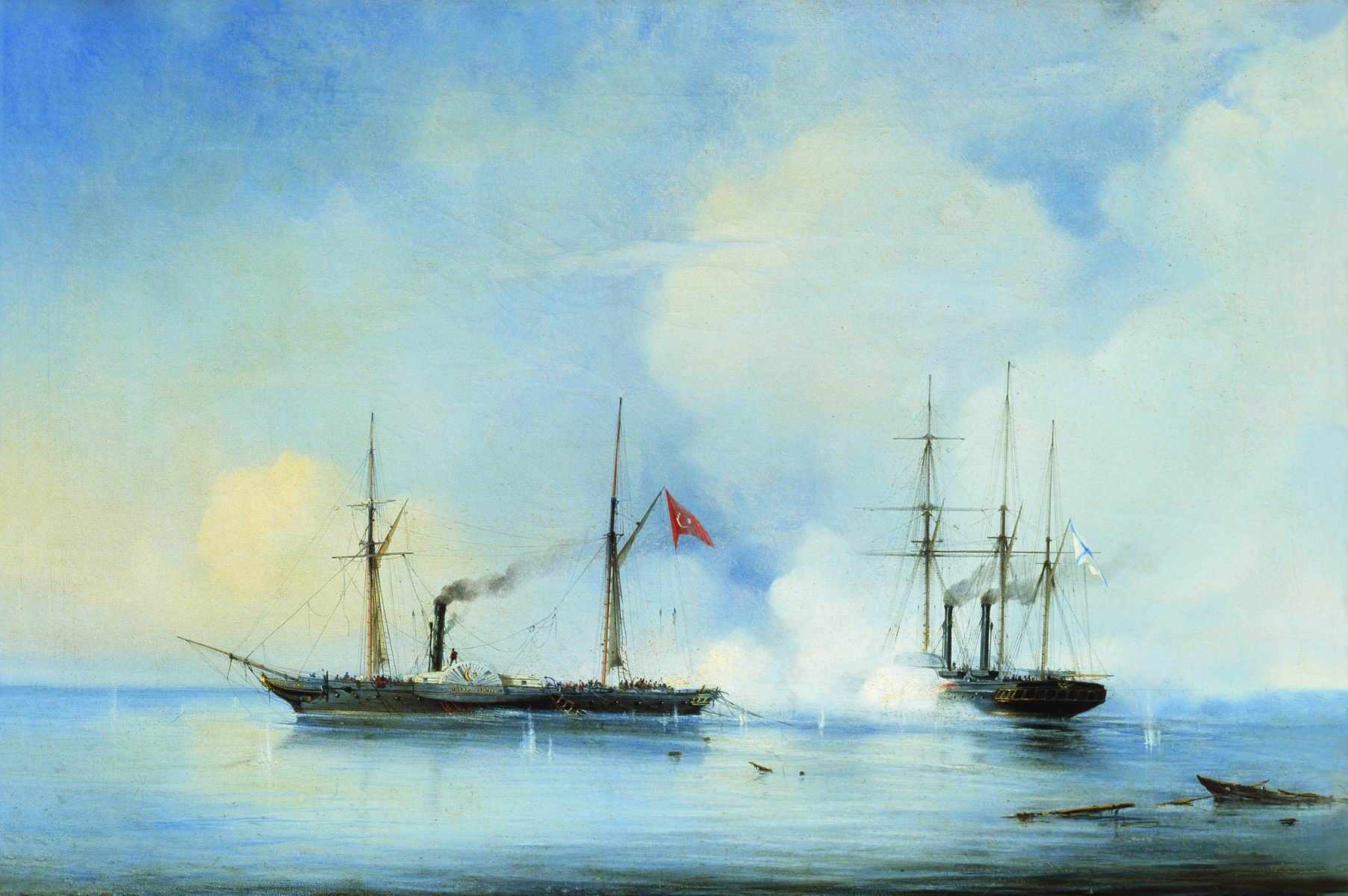
الباخرة المصرية براوز بحري في مواجهة الباخرة الروسية فلادمير لأليكسي بوجوليوبوف

وفي يوم 7 نوفمبر بالتقويم الروسي -حوالي يوم 17 أو 18 نوفمبر بالتقويم العادي- رصدت الباخرة الروسية فلادمير (قبطانها الرائد بحري جي.ال.بتيكوف، وكان عليها -أيضًا- رئيس أركان أسطول البحر الأسود الروسي الفريق أول بحري فلادمير.أ.كورنيلوف) السفينة براوز بحري المصرية (كان قبطانها الصاغقول أغاسي صالح قبدان) أثناء عودتها بالمراسلات الحربيَّة من إسطنبول.
وفي الساعة الثامنة صباحًا اقتربت فلادمير بحرص شديد من براوز بحري دون أن يكتشف طاقمها أنَّها باخرة روسيَّة، وقد ذكر الأدميرال (رتبة فريق بحري) في الأسطول الخديوي، إسماعيل باشا سرهنك في كتابه "حقائق الأخبار عن دول البحار"، أنَّ السفينة الروسيَّة اقتربت رافعةً العلم العثماني فظن المصريون أنها حليف.
وفي الساعة العاشرة صارت السفينتان قريبتين بشكلٍ كبير، ففاجئت السفينة فلادمير وابور براوز بحري بهجومٍ مباشرٍ أصاب آلاتها البخاريَّة، فعجزت بعدها عن الحركة بشكلٍ منتظم، وعلى الرغم من أنها إصابةٌ مباشرةٌ تمنع أيَّ سفينةٍ من استكمال المعركة، إلَّا أنَّ "براوز بحري" وطاقمها رفض الاستسلام.
وبدأت فلادمير مطاردةً طويلةً غير متكافئةٍ لـبراوز بحري طوال ثلاث ساعات تبادلوا فيها إطلاق النيران، ولكن الجسد المدرَّع لفلادمير نجح في صدِّ مقذوفات براوز بحري، في حين كانت مقذوفاتها تُخْتَرِق بسهولة جسم براوز بحري الخشبي، وفي هذا الوقت بدأت سفن روسيَّة أخري بالظهور، وبدا أنَّ نهاية براوز بحري اقتربت.
وعند الساعة الثانية عشر والنصف نجح طاقم براوز بحري في القيام بمناورةٍ عكسيَّةٍ استغلُّوا فيها كلَّ الطاقة المتبقيَّة في براوز، للإفلات من وضع المطارَد، وجعل براوز بجانب فلادمير، وأُطلقت مدافع الجانب الأيسر الأربعة في الوقت نفسه، ونجحت إحدي القذائف في اختراق فلادمير وإشعال النار في جزءٍ منها، وقتل خمسة أفراد من طاقمها، منهم ثلاثة ضبَّاط، ومنهم الملازم بحري جيزايزسلزنوف الذي مات أثناء إنقاذ الأدميرال كورنيلوف من الموت، ولكن مباشرةً بعد هذه المناورة التي كانت ضربة براوز الأخيرة بعد أن فقدت كلَّ قوَّتها، وفي الساعة الواحدة توقَّفت براوز بحري واستسلمت.
بعد موت 19 عشر فردًا من طاقمها منهم يوزباشي وملازِمَين وستَّة عشر بحَّارًا، واصابة 21 آخرين، تُوفِّي منهم بعد ذلك ثلاثة متأثِّرين بإصابتهم الخطرة، استسلم طاقم براوز بحري، وسحب الأسطول الروسي الباخرةَ إلي ميناء سيفاستوبول، وعُومِل طاقمها كأسرى حرب بالاحترام الواجب لقتالهم المشرف.
وقد أصلح الروس بعد ذلك براوز بحري وغيَّروا اسمها إلى أدميرال كورنيلوف رئيس أركان أسطول البحر الأسود الروسي، الذي قاد معركة فلادمير ضدَّ براوز بحري، وهي المعركة التي تُعدُّ أوَّل معركةٍ بين سفينتين بخاريَّتين في التاريخ.
وبعد ذلك وفي عام 1855م شاركت السفينتين في الدفاع عن مدينة سيفاستوبل ضدَّ حصار الحلفاء، الذي شاركت فيه -أيضًا- القوَّات المصريَّة برًّا وبحرًا، وغرق فيه تقريبًا كلُّ أسطول البحر الأسود الروسي ومعه الفريق بحري كورنيلوف بما فيهم فلادمير وبراوز بحري التي صار اسمها كورنيلوف.
وفي قلب خليج سينوب، وجد البحارة المصريون أن معظم السفن العثمانية قد غرقت ودُمرت، غير غرق الفرقاطة المصرية واستشهاد طاقمها المصري وسط مشهد مطول. وليس هذا فحسب، فقد وجدوا أن بقية السفن العثمانية كانت تفر من ساحة المعركة وتتجه إلى الرسو على الشواطئ. ولم يبق بجانب السفينة المصرية دمياط إلا سفينة عثمانية واحدة تسمى الطائف، والتي هربت أيضًا في اتجاه القسطنطينية (والحقيقة لا تعرف هل هربت وقت غرق دمياط أم قبل ذلك). كان البحارة المصريون يعلمون أن مصيرهم لا مفر منه، ولكن من منطلق الإيمان بالله سبحانه وتعالى وأنهم يمثلون الأمة المصرية في حرب غريبة وفي أرض غريبة عن بلادهم، واصلوا المعركة بكل بسالة.
وكانت السفن الروسية بأكملها تهاجم الفرقاطة دمياط وحدها التي كانت تدافع عن ميناء سينوب بكل بسالة. وفي النهاية، وكما هو معروف، فإن الكثرة تغلب الشجاعة.
وتعرضت الفرقاطة دمياط لضربات مدمرة، مما أدى إلى أن يصبح غرقها مسألة وقت. وبدأ البحارة المصريون في قراءة الشهادتين، وغرقت الفرقاطة البطلة دمياط، واستشهد 500 بحار مصري في مشهد ملحمي عرفته البحرية المصرية والبحرية الروسية. وقد حظيت الفرقاطة المصرية دمياط باحترام كبير من الروس حتى يومنا هذا.

يقول الأمير عمر طوسون عن معركة سينوب:
“إن سفن العمارة (البحرية) التركية والمصرية، على الرغم من صغر حجمها وضخامة حجم السفن الروسية، كانت تقاتل بكل بسالة وشجاعة، ولكن دون جدوى، حيث كانت قوة العمارة الروسية أكبر بكثير من قوة العمارة التركية والمصرية، وأسفرت الحرب المذكورة عن تدمير سفن هذه العمارة ومقتل معظم بحارتها”.
ويقول أيضًا:
"لقد رفع المصريون مكانتهم في أعين العالم من خلال شجاعتهم وإقدامهم وشدة كفاحهم ضد الروس".
وأثار هذا الفعل غضب فرنسا وإنجلترا فقررا الدخول في حرب ضد القيصر الروسي إلى جانب السلطان العثماني. واستمرت حوالي عامين، وهي حرب عرفت باسم حرب القرم.
وفي أواخر عام 1853، شاركت القوات البرية المصرية في بعض أعنف المعارك على نهر الدانوب، بينما شرع الأسطول المصري في المناورة على ساحل شبه جزيرة القرم، حاملاً أعلام الدولة العثمانية على سارياته، في انتظار بداية القتال. وبعد أقل من 6 أشهر انضمت فرنسا وبريطانيا إلى تركيا ضد الروس، وبدأت حرب القرم. وأبرزها احتلال مدينة سيفاستوبول التي حاصرها التحالف ابتداءً من سبتمبر 1854 لمدة عام كامل، حتى استولوا عليها واستعادوها من احتلال روسي استمر 80 عامًا.
وذكر الأمير طوسون أن قوات التحالف العثماني، من أتراك ومصريين وبريطانيين وفرنسيين بشكل خاص، ألحقوا الهزيمة في 1854م بالجيش الروسي، وكان بقيادة الجنرال ألكسندر منشكوف، في إحدى أشهر ساحات القتال، وهي معركة ألما وبعدها عاد الأسطول المصري في 31 أكتوبر ذلك العام إلى الأستانة وأثناء عودته غرقت بارجتان مصريتان في البحر الأسود، وفقدت البحرية المصرية 1920 بحارا من ضمنهم قائد الأسطول حسن باشا الإسكندراني، ونجا 130 فقط بحسب ما كتب.
خبر الفاجعة التي لحقت بالبحرية المصرية، نشر في عدد صدر يوم 2 ديسمبر ذلك العام من مجلة "اللستريتد لندن نيوز" وهي أول إخبارية أسبوعية مصورة في العالم، وبقيت محافظة على صدورها منذ تأسيسها في 1842م إلى أن توقفت قبل 13 سنة فقط.

### حصار سلستره
أما القوات البرية المصرية، فكانت الفرقة الأولى والأهم فيها بقيادة إسماعيل باشا أبو جبل، وشاركت بالدفاع عن مدينة سيليسترا في شمال شرق بلغاريا من 11 مايو إلى 23 يونيو 1854م، وصدت هجمات الروس عليها، موقعة 2000 قتيل منهم ليلة 28 مايو وحدها.
سمحت المقاومة العثمانية-المصرية المستمرة للقوات الفرنسية والبريطانية بتكوين جيش كبير في فارنا القريبة. تحت ضغط إضافي من النمسا، أمرت القيادة الروسية، التي كانت على وشك شن هجوم نهائي على المدينة المحصنة، برفع الحصار والانسحاب من المنطقة، وبالتالي إنهاء مرحلة الدانوب من حرب القرم.

### معركة ألما
ساهم في هذه المعركة 13 جي و14 جي ألاي بيادة من اللواء الثالث المصري بقيادة سليمان باشا الأرنؤوطي. وقد انهزم الروس فيها بقيادة جنرالهم ألكسندر منشكوف.

وإليك ما ورد في جريدة ذي اللستريتد لندن نيوز بعددها الصادر بتاريخ 14 أكتوبر سنة 1854م بصدد اشتراك الجنود المصرية في تلك المعركة:
"في واقعة ألما كان 7.000 جندي من البيادة المصريين سائرين على شاطئ البحر المالح تحت قيادة سليمان باشا الأرناؤوطي".
وفي 6 أكتوبر سنة 1854 كتب ناظر الجهادية المصرية إلى محافظ الإسكندرية يخبره بأنه طبقاً للأوامر العالية التي صدرت صار إرسال ال36 مدفعاً وال10.800 مقذوفة اللازمة للأستانة إلى مستودع الذخائر بالإسكندرية مع البكباشي حسن أفندي وأنه من الواجب عليه تسلمها منه وأن يجتهد في إرسالها إلى الجهة المرسلة إليها. وإليك الخطاب المذكور:
"إفادة من ديوان عموم الجهادية إلى محافظ الإسكندرية رقم 14، بتاريخ 13 محرم سنة 1271، مقيدة بالدفتر التركي رقم 2698:

سبق أن صدرت إرادة سنية رقم 190 بإرسال 36 مدفعاً و10.800 قذيفة للأستانة العلية بصفة إمداد. وعلى ذلك حرر لناظر الجبخانات بتدارك تلك المقادير وإرسالها إلى الإسكندرية فوردت إفادة من ناظر الجبخانات تفيد أن تلك المقادير قد جهزت وشحنت بالمراكب تحت نظارة البكباشي حسن أفندي وأرسلت إلى جبخانة الإٍسكندرية. فبوصوله تسلموا المقادير المذكورة من البكباشي المشار إليه وأعدوه السند اللازم بتسلمها وأشحنوها. وحرر هذا للاحاطة بذلك".
وفي 13 أكتوبر سنة 1854 أرسل كتخدا الوالي إلى ديوان عموم الجهادية (الحربية) خطاباً يطلب فيه بيان الجنود الذين صار جمعهم من المديريات لألايات النجدة المسافرة إلى الأستانة. فرد الديوان المذكور عليه بالإفادة الآتية في 17 أكتوبر سنة 1854، وها هي:
"إفادة من ديوان عموم الجهادية إلى ديوان الكتخدا رقم 43 بتاريخ 24 محرم سنة 1271 هـ مقيدة بالدفتر التركي رقم 3678.

رداً على خطاب سعادتكم المؤرخ 20 محرم سنة 1271 (13 أ:تاوبر سنة 1854) رقم 65 بخصوص طلب كشف تفصيلي عن مقدار العساكر التي صار جمعها ووردت من المديريات مع بيان مقدار ما سيرسل منها للأستانة ومقدار ما تزع منه للألايات وخلافه ومقدار الباقي وهل الباقي يوجد من بينهم من يليق لالحاقه بألاي غارديا الذي سينشأ بناء على الارادة السنية الصادرة في هذا الخصوص. لذلك نحيط سعادتكم علماً بأن الأفراد التي وردت من المديريات للآن بلغت 10.212 نفراً وجد عند فرزها 3.031 نفراً جميعهم جورك لا يصلحون للجهادية وقد أعيدو لبلادهم بالثاني. والباقي وقدره 7.181 نفراً أعطي منهم للألايات المسافرة للأستانة 415 نفراً. وأرسل منهم لديوان البحرية 250 نفراً لاستخدامهم في الأشغال الصحية. وألحق بتفتيش صحة مصر 91 نفراً وكذل ألحق بالطوبخانة بالقعلة 229 نفراً لاستخدامهم في مسح وتنظيف مرامي المدافع والباقي بعد ذلك وقدره 425 نفراً لم يوجد من بينهم من يليق لالحاقه بألاي غرديا. لذلك قد صار توزيعهم على بنرجي و8 جي ألاي بيادة بصفة مؤقتة تحت الطلب لحين اتمام تنظيم الألايات المسافرة لدار السعادة. ومرسل طيه كشف بهذا البيان لعرضه على الأعتاب الخديوية. وحرر هذا للمعلومية."

### حصار سيفاستوبول
وقد نشرت جريدة ذي الليستريتد لندن نيوز بعددها الصادر بتاريخ 16 سبتمبر سنة 1854م، خبرا جاءها من مكاتبها بالأستانة في 7 سبتمبر المذكور بصدد جيش الحلفاء وعدده فقالت:
"أرسل إلينا مكاتبنا بالأستانة رسالة مؤرخة في 7 سبتمبر يقول فيها إن الجيش المزمع إرساله إلى القرم سيكون مؤلفاً من 90.000 جندي من بينهم 40.000 جندي فرنسي و20.000 جندي إنجليزي، و10.000 جندي تركي، و10.000 جندي مصري، و5.000 تونسي، و5.000 من أجناس مختلفة".
ولما كان قد تقرر إنتقال ميدان الحرب إلى القرم لإقامة الحصار حول سڤاستوپول فقد أقلع الجيشان المذكوران مرة أخرى من فارنا ونزلا في القرم في 14 سبتمبر سنة 1854م. وبدأ حصار سڤاستوپول في 20 سبتمبر سنة 1854 واستمر عاماً لأن الاستيلاء عليها تم في 8 سبتمبر سنة 1855.
ومضت بقية القوات البرية إلى القرم، وكانت فرقة المدفعية فيها تشكل أكثر من نصف قوات التحالف العثماني المكونة من 23 ألف جندي، وتمكن المصريون بأيام قليلة من احتلال مدينة إيفباتوريا في 9 فبراير 1855، الشهيرة بمرفأ استراتيجي مهم لمن ينوي احتلالها.
وتألف المصريون الذين نقلوا إليها من 9 جي و10 جي ألاي بيادة المؤلف منهما اللواء الأول بقيادة إسماعيل باشا أبي جبل، ومن 13 جي و14 جي بيادة المؤلف منهما اللواء الثالث بقيادة سليمان باشا الأرناؤوطي. أما اللواء الثاني من الجنود المصرية المؤلف من 11 جي و12 جي ألاي بيادة بقياددة علي باشا شكري فقد ظل في الروم إيلي على نهر الدانوب. وبطبيعة الحال انتقل رئيس هؤلاء القواد اللواء سليم فتحي باشا إلى إيفباتوريا مع القسم الأكبر.
وعندما وصلت الجيوش التركية والمصرية اشتعلت نيران الحرب. وفي 11 فبراير بدأ الجيش الروسي الذي كان مرابطاً أمام إيفباتوريا بحركة هجومية فاستولى بادئ بدء على مدفن للتتار واقع شرق المدينة ولكنه طرد منه على أثر هجوم شديد قام به الأتراك والمصريون.
وفي ليلتي 16 و17 فبراير حفر الجنرال خرولف قائد الجيش الروسي خندقاً أمام أوباتوريا وضع فيه جنوداً يحملون بنادق ذات طلقات متعددة و160 مدفعاً ووضع خلف ذلك 6 ألايات من السواري ثم 26 أورطة من عساكر البيادة وابتدأ اطلاق المدافع من الساعة الخامسة صباحاً واستمر زمناً طويلاً ثم هدأ إطلاق النار من جانب الروس واقتربت صفوفهم للقيام بالهجوم. وهدأت كذلك الجيوش التركية المصرية طلقاتها. ولما صار الروس على قيد مسافة قصيرة اصلتهم الطوبجية والبيادة ناراً حامية زعزعت أركانهم فاضطروا إلى الانسحاب بلا انتظام. غير أنه بعد تردد يسير عاد بهم قوادهم إلى الهجوم ليجتازوا الخندق ولكنهم أكرهوا على أن يرتدوا على أعقابهم مرة أخرى. فانقض عليهم عندئذ الترك والمصريون وهزموهم.
ولكن القضاء أبى ألا أن يكدر صفو هذا الانتصار فخسر المصريون في هذه المعمعة قائدهم العام سليم فتحي باشا وأمير الألاي محمد رستم بك وأمير الألاي عي بك قائدي 9 جي و14 جي ألاي بيادة.

وإليك ما جاء عن واقعة إيفباتوريا المذكورة في تقويم الوقائع العثماني سنة 1271 هـ (1855م):
"في الساعة الحادية عشرة ونصف من صباح يوم السبت 29 جمادى الأولى سنة 1271 هـ (17 فبراير سنة 1855م) هجم الروس بستة وثلاثين طابوراً من البيادة وثمانية الايات من السواري وثمانين مدفعاً هجوماً شديداً على العساكر الشاهانية الموجودة في كوزلوه فشرعت العساكر الشاهانية أيضاً معتمدة على عون الله ونصرته في مقابلتهم ومحاربتهم واستمرت الحرب نحو أربع ساعات ونصف ومع أن حصون هذا الطرف لم تكن قد أكملت على الوجه اللائق ولم تكن المدافع أيضاً قد وضعت في مواضعهاغ. فإن الجيش الروسي لم يمكنه بأي وجه مقاومة شجاعة وبسالة جنود الحضرة الشاهانية المنصورة وثباتهم ومتانتهم فتقهقر منهزماً يائساً. وقد ظهر أن خسارة العساكر الشاهانية وعساكر دولة فرنسا الفخيمة والأهالي في هذه الواقعة 103 أنفار قتلى و296 نفراً من الجرحى وقد اصيب أيضاً في هذه الأثناء كل من سعادة إسماعيل باشا فريق العساكر النظامية الشاهانية وسليمان باشا مير لواء العساكر المصرية بجرح بسيط وكذلك نال سليم باشا فريق الفرقة المصرية ورستم بك أحد أمراء ألياتها المشهود لهما بالشجاعة والبسالة شرف السهادة. وقد ترك الروس في ميدان القتال نحو 500 نفر من القتلى عدا خسائره الجسيمة أثناء الموقعة وعدا ما تركه من الأشيناء الكثيرة مثل أسلحة وشنط. كما يستفاد من ذلك من مآل التحريرات الواردة.

وكان غرض الروس من الهجوم بغتة على هذا الوجه على العساكر الشاهانية التي أفرزت من فيلق الروم إيلي الهمايوني وأرسلت إلى القرم، هو انتهاز الفرصة لايقاع العساكر الشاهانية في الدهشة ونيل شيء بهذه الوسيلة ومع ذلك فإن العساكر الشاهانية نصرها الله قد صمدت لهجوم الروس هذا بالرجولة والبسالة واضطرته في النهاية إلى التقهقر منهزماً. وفي الحق أن هذا العمل من الأعمال الجديرة بالتقدير. وبما أن هذا من آثار توفيق الحضرة السنية الملكية الجليلة المشهود بها لدى العالم فقد رفعت آيات الدعوات الخيرية إلى ذاته الشاهانية مراراً وتكراراً بلسان الاخلاص والعبودية وقد نشر جناب القومندان الروبير قائد الفرقة العسكرية لدولة فرنسا الفخيمة بالقرم على الضباط والأنفار الذين تحت قيادته إعلاناً يتضمن مدح العساكر الشاهانية والثناء عليهم لما أظهرته من ضروب الشجاعة وأنواع التضحية. وبما أن هذا الاعلان مؤيد لتمام الاتحاد والصفاء ويبين صولة العساكر الشاهانية فقد أدرج حرفياً في هذا المحل وطبع."
وورد في كتاب تاريخ الحرب في روسيا وتركيا ص 523 أن اللورد رجلان القائد العام للجيش البريطاني قال في تقريره أنه عند هجوم الروس في حرب أوباتوريا قابل المصريون ذلك الهجوم بثبات عجيب وأن هذا يدل على أن الشهرة التي نالتها الجيوش المصرية على نهر الدانوب لم تنلها إلا عن جدارة واستحقاق. وقد ظلت هذه الشهرة ثابتة لهم بدون أن يعتريها أدنى تغيير.

وفي غرة جمادى الآخرة سنة 1271 (19 فبراير سنة 1855) أرسل سعادة سليمان باشا أمير لواء 9 جي و10 جي ألاي بيادة الجنود المصرية في هذه الحرب إفادة إلى ديوان الجهادية المصرية يخبرها باستشهاد هؤلاء الضباط الأبطال الثلاثة في غاية شهر جمادى الأولى سنة 1271 هـ (18 فبراير سنة 1855م). فأرسل الديوان المذكور إفادة بتاريخ 26 جمادى الثانية من السنة المذكورة (16 مارس سنة 1855) إلى ديوان المالية يطلب فيها قطع مرتباتهم إبتداء من تاريخ استشهادهم، وها هي الإفادة المذكورة:
"إفادة من ديوان عموم الجهادية إلى ديوان المالية رقم 22 بتاريخ 26 جمادى الثانية سنة 1271 هـ مقيدة بالدفتر التركي رقم 2705.

ورد إلينا خطاب من صاحب السعادة سليمان باشا أمير لواء 9 جي و10 جي من ألايات البيادة التي في السفر مؤرخة غرة جمادى الآخرة سنة 1271 هـ (19 فبراير سنة 1855م) تحت رقم 18 يخبرنا بأن سليم باشا فتحي باشبوغ العساكر المصرية ورستم بك أمير ألاي 9 جي ألاي بيادة استشهدا في المحاربة التي حصلت بمدينة كوزلوه في يوم السبت الموافقة غاية شهر جمادى الأولى سنة 1271 (18 فبراير سنة 1855م) ويطلب قطع مرتباتهما من ذلك التاريخ وأنه سيجري ارسال القوائم المتضمنة حصر تركتهما. وقد حررنا هذا لإحاطة علم سعادتكم بذلك. كما أننا حررنا لديوان المحافظة بذلك. وعند ورود قوائم حصر التركة سترسل للديوان المذكور وحرر هذا للاحاطة."
ولما أتى نعي سليم فتحي باشا إلى مصر عين محمد سعيد باشا في محله الفريق أحمد باشا المنكلي قائداً عاماً للجيوش المصرية التي في تركيا وأصحبه بأمير الألاي علي بك مبارك على أن يكون أحد أركان حربه وسافر الاثنان إلى ميدان القتال.

وفي 29 جمادى الآخرة سنة 1271 هـ (19 مارس سنة 1855م) أرسل إسماعيل باشا أبو جبل أمير لواء 9 جي و10 جي بيادة الجيوش المصرية في هذه الحرب إفادة إلى ديوان الجهادية المصرية ومعها رسم التركيبة التي أمرت الدولة بصنعها من المرمر ووضعها على قبر المرحوم سليم باشا فتحي. فأرسل الديوان المذكور إفادة بذلك إلى ديوان المعية السنية بمصر في 18 شعبان من السنة المذكورة (6 مايو سنة 1855م)، وإليك هذه الإفادة:
"إفادة من ديوان عموم الجهادية إلى ديوان المعية رقم 59 بتاريخ 18 شعبان سنة 1271 هـ مقيدة بالدفتر التركي رقم 2706:

وردت إفادة تاريخها 29 جمادى الآخرة سنة 1271 (19 مارس سنة1 855م) من إسماعيل باشا أبي جبل أمير لواء 9 جي و10 جي من ألايات البيادة التي بدار السعادة بميدان الحرب الروسية التركية معها رسم يبين التركيبة المزمع عملها من المرمر بدار السعادة لوضعها على مقبرة المرحوم سليم باشا فتحي باشبوغ العساكر المصرية الذي استشهد في واقعة ناحية كوزلوه ودفن بجوار خان جامعي الذي بالناحية المذكورة. وذلك بناء على رغبة الباشا السردار. والرسم المذكور مرفق طيه للاطلاع عليه. وحرر هذا للمعلومية."
وقد دفن سليم باشا فتحي بأمر سردار الجيوش العثمانية إكرام عمر باشا في كوزلوه (أوباتوريا) بالقرب من جامع كراي خان ووضعت على قبره التركيبة المذكورة التي صنعتها له الدولة من المرمر.

وفي 29 جمادى الآخرة سنة 1271 هـ (19 مارس سنة 1855م) اصدر الوالي سعيد باشا إرادة سنية إلى ديوان الجهادية بترقية أباظة إسماعيل أفندي أحد أقرباء المرحوم سليم باشا فتحي إلى علمدار 10 جي ألاي بيادة الجنود المصرية في هذه الحرب جزاء ما أبداه فيها من الشجاعة والإقدام. وها هي:
"إرادة سنية من ديوان الخديوي إلى ناظر الجهادية رقم 160 بتاريخ 29 جمادى الآخرة سنة 1271 هـ بدفتر المعية رقم 429:

إقتضت مراحمنا العلية بأصعاد أباظة إساعيل أفندي أحد أقرباء المرحوم سليم باشا فتحي باشبوغ العساكر المصرية بدار السعادة بتعيينه علمدار 10 جي ألاي بيادة بناء على شهادة أمير لواء 9 جي و10 جي ألايات بيادة المؤرخة 27جمادى الآخرة سنة 1271 (17مارس سنة 1855م) التي عرضت علينا وبعد الاطلاع عليها أصدرنا أمرنا هذا بأصعاد المذكور إلى الوظيفة المذكورة تلطيفاً له على حسن خدماته. فبوصوله بادورا بمخابرة محل الاقتضاء بقيدة بهذه الوظيفة مت تاريخ إرادتنا".
وفي أوائل سنة 1855 حشدت جنود النجدة البرية المصرية التي أمر الوالي سعيد باشا بإرسالها مساعدة للدولة في هذه الحرب وقد أبحرت من الإسكندرية ميممة الأستانة ومن ثم سافرت في 4 أبريل من السنة المذكورة إلى ميدان القتال.

وقد نشرت جريدة ذي اللستريتد لندن نيوز بعددها الصادر بتاريخ 14 أبريل سنة 1855م خبر وصول 8.000 جندي مصري إلى أوباتوريا لتعزيز جيش السردار إكرام عمر باشا بها. وهاك ما قالته الجريدة المذكورة في هذا الصدد:
"جيش عمر باشا في أوباتوريا تقوى بوصول 8.000 جندي مصري".
واتفق عند وصول هذه النجدة أن كانت جيوش الحلفاء تشعر بمضايقة شديدة لقلة جنودها المحاربين. فاقترح المارشال كنروبير قائد الجيوش المصرية طلب إمداد من الجنود المصرية ليشدا أزر جيوش الحلفاء في هذه الحرب. وهذا بلا نزاع أمر يشرف مصر أعظم تشريف. وقد ذكر هذه المصادفة العجيبة السيد فورتسكيو في مؤلفه "تاريخ الجيش البريطاني ج13 ص 180 History of British Army".
"عدد ضباط وصف ضباط وعسكر فرق لواءات ألايات أورط"
| 1 جي فرقة   |             |
| البيادة     |             |
| 18 جي بيادة |             |
| 19 جي بيادة |             |
| 19 جي بيادة |             |
| 20 جي بيادة |             |
| 12.576      | جملة ابيادة |
| ----------- | ----------- |

وجميع أورط هذه الألايات مكونة من 8 بلوكات على خلاف التي أرسلت في حكم عباس باشا فإنها مكونة من 4 بلوكات فقط.
"عدد ضباط وصف ضباط وعسكر فرق لواءات ألايات أورط"
|       |       |       | السواري |
| 1.200 | 1.200 | 1.200 | 10 جي ألاي |
| 1.200 |       |       | جملة السواري |
|       |       |       | الطوبجية |
| 1.200 | 1.200 | 1.200 | أورطتان من الطوبجية البرية غير معروفة تبعيتها لألاي ألاي كل أورطة مكونة من 3 بطاريات وكل بطارية من 6 مدافع فيكون عدد مدافع الأورطة 18 مدفعاً وعدد مدافع الأورطتين 26 |
| 1.200 |       |       | جملة الطوبجية |
| ----- | ----- | ----- | --- |

"مجموع قوات النجدة"
| 12.576 | البيادة  |
| 1.200  | السواري  |
| 1.200  | الطوبجية |
| 14.976 | المجموع  |
| ------ | -------- |

ومجموع المدافع 36 مدفعاً.
وفي أواسط شهر يونيو سنة 1855 حضر من أوپاتوريا السردار التركي إكرام عمر باشا إلى مدينة سڤاستوپول بجيش من المصريين والأتراك يبلغ عدده 15.000 جندي، ورابط في المنطقة التي كان يرابط فيها لواء الغارديا الإنجليزي والفرقة الإنجليزية الثانية بجوار مرتفعات إنكرمان وذلك إستعداداً لمهاجمة هذه المدينة الحصينة.

وقد نشرت جريدة ذي اللستريتد لندن نيوز نبأ وصول السردار إكرام عمر باشا بهذا الجيش إلى سباستبول في عددها الصادر بتاريخ 23 يونيو سنة 1855م فقالت:
"في الدور النهائي لحصار سباستبول حضر عمر باشا بجيش قوته 15.000 جندي من الأتراك والمصريين استعداداً للهجوم عليها. وقد رابط في المنطقة التي كانت تشغلها الفرقة الإنجليزية الثانية وألاي الغارديا الإنجليزي بجوار مرتفعات إنكرمان".
وفي 8 سبتمبر من هذه السنة سقطت قلعة سباستبول بعد حصار طويل دام عاماً. فقرر المارشال الفرنسي بيليسيه رئيس قواد الجيوش المتحالفة القيام باستكشاف مواقع الروس بقصد مهاجمتهم. فبعث الجنرال دالونفيل إلى أوباتوريا ومعه ثلاثة ألايات من سواري الفرنسيين. وكان معها المشير التركي أحمد باشا وبصحبته ثلاثون مدفعاً وثلاث فرق إحدلاها من البيادة والثانية من السواري الأتراك والثالثة من البيادة المصريين.
وخرج الجنرال دالونفيل من أوباتوريا في 19 سبتمبر سنة 1855م ومعه 3.000 جندي من البيادة الترك والمصريين و1500 من السواري الأتراك و1.000 من السواري الفرنسيين، وانقسم هذا الجيش إلى قسمين اتجه أحدهما صوب الشمال بقيادة أحمد باشا، والآخر نحو الجنوب الشرقي بقيادة الجنرال دالونفيل.
وقام هذا القسم الأخير عندما انتصف الليل فوصل في الساعة الرابعة صباحاً إلى نقط الجيش الروسي الأمامية. وفي الحال تراجعت الجيوش المحتشدة بها وأطلقت دخاناً في الفضاء لتنذر باقتراب العدو.
وبينما الجنرال دالونفيل يتأهب للاستفادة من الاضطراب الذي حدث في صفوف الروس من هذه المباغتة بالانقضاض عليهم إذا بضباب يرتفع وينتشر حتى صار يحول دون أن يرى المرء شيئاً على قيد 20 خطوة.
وفي الساعة الثامنة تبدد هذا الضباب وأخذت الجنود في السير وزحفت في المقدمة أورطتان من المصريين تعاضدهما أخريان من الأتراك تساعدهما بطارية تركية وأخرى فرنسية. وكان يوجد أمام هذه القوة 3 آلاف من السواري الروس وبطاريتان ولكنهم لم ينتظروا حتى يصطدموا بها بل تراجعوا تاركين علفهم وحبوبهم. وقد أكره المشير التركي أحمد باشا أيضاً الروس على الانسحاب.